# Coelidiana bimaculata
Coelidiana bimaculata är en insektsart som beskrevs av Baker 1898. Coelidiana bimaculata ingår i släktet Coelidiana och familjen dvärgstritar. Inga underarter finns listade i Catalogue of Life.